# Capetus
Capetus és un gènere d'amfibi temnospòndil que va viure al Carbonífer superior. Les seves restes fòssils s'han trobat a la República Txeca.